# Vanden Plas (Band)
Vanden Plas ist eine deutsche Progressive-Metal-Band.

## Geschichte
Die Band Vanden Plas existiert seit 1986.  Gegründet wurde sie von Sänger Andy Kuntz (* 20. November 1962), Leadgitarrist Markus Ziegler (* 1960), Gitarrist Stephan Lill (* 30. November 1968), Schlagzeuger Andreas Lill (* 3. November 1965), Bassist Holger Münz (* 19. Mai 1963) und Keyboarder Ulrich Knapp (* 1959). Anfangs nahmen sie Demos auf und spielten in diversen Clubs von Kaiserslautern. Ursprünglich war die Band unter dem Namen Exodus bekannt; allerdings bekamen sie diesen letztendlich nicht zugeschrieben, weil im selben Jahr die Band Exodus bereits bestand.
Im Jahr 1994 erschien ihr erstes Album: die selbst produzierte CD Colour Temple, die in Frankreich und Japan auch als Special Edition mit zwei Bonustracks veröffentlicht wurde. Auch die EP AcCult verkaufte sich in Frankreich besser als in Deutschland. Auf dieser sind neben Akustik-Versionen eigener Songs auch Cover-Songs zu finden, u. a. Des hauts, des bas von Stephan Eicher, Georgia on My Mind von Ray Charles und Kayleigh von Marillion.
Im Jahr 1997 erschien beim Progressive-Rock-Label InsideOut das zweite Album The God Thing, mit dem die Band eine Tour als Vorgruppe von Dream Theater bestritt. Zwei Jahre später erfolgte die Veröffentlichung des dritten Albums Far off Grace.
Im Frühjahr 2000 nahm die Band im Pariser Élysée Montmartre das Live-Album Spirit of Live auf. Im selben Jahr wurde das Debüt-Album Colour Temple neu aufgelegt und erschien mit einer Bonus-CD, im Jahr 2002 folgte das Studioalbum Beyond Daylight. Für die Produktion zeichnete Markus Teske verantwortlich, der für die Band auch das Live-Album aufgenommen hatte.
Stephan Lill, Günter Werno und Andreas Lill nahmen in der Zwischenzeit mit weiteren Größen der Progressive-Metal-Szene die Consortium-Project-Trilogie auf, ein Projekt des Elegy-Sängers Ian Parry.
Von Oktober 2005 bis Februar 2006 fanden sich Vanden Plas erneut in Markus Teskes Bazement Studio in der Nähe von Idstein ein und nahmen ihr fünftes Album Christ 0 auf – ein Konzeptalbum, inspiriert von Alexandre Dumas’ Roman Der Graf von Monte Christo. Das Album erschien am 30. März 2006. Eine Umsetzung als Musical folgte und hatte am 11. April 2008 in München im Staatstheater am Gärtnerplatz Premiere. Am 24. Januar 2010 fand die Premiere von Christ 0 im Pfalztheater in Kaiserslautern statt.
Während die Band in Frankreich Konzerthallen füllte und regelmäßig zum ProgPower-Festival in die USA reiste, blieben ähnliche Erfolge in Deutschland bisher aus.

## Sonstiges
Neben ihren Alben befassten sich die fünf Musiker immer mehr mit dem Theater als ihrem zweiten Standbein. Nachdem das Saarländische Staatstheater Andy Kuntz 1993 die Rolle des Simon Zealotes in Jesus Christ Superstar angeboten hatte, regte der dortige Kapellmeister Scott Lawton an, dass die Band im Orchester mitwirken könne. Seitdem haben sich die Bandmitglieder zu Stammgästen im Orchestergraben bei Stücken wie The Rocky Horror Show, Der kleine Horrorladen oder Evita entwickelt. In der Saison 2006 bekam Andy Kuntz gute Kritiken für seine Interpretation des Judas in Jesus Christ Superstar an der Augsburger Freilichtbühne am Roten Tor.
Die Band hat auf Wunsch von Wolfgang Hohlbein den Romanzyklus Die Chronik der Unsterblichen – Blutnacht als Rockoper vertont. Die Welturaufführung fand am 21. Januar 2012 im Pfalztheater in Kaiserslautern statt.
2003 war für Sänger Andy Kuntz ein Jahr mit persönlichen Rückschlägen: Innerhalb weniger Monate musste er den Tod seines Vaters, seines Onkels und zwei seiner besten Freunde verarbeiten. Dabei halfen ihm Andreas Lill, Stefan Glass und Michael Kraus – mit dem Ergebnis Abydos, der ersten Solo-CD des Sängers. Parallel zur Veröffentlichung der CD arbeitete Kuntz an der Umsetzung als Musical. Am 25. Februar 2006 feierte Abydos als Rock-Musical am Pfalztheater in Kaiserslautern seine Premiere.

## Diskografie

### Alben
- 1994 - Colour Temple (bei LMP)
- 1995 - Colour Temple (bei Dream Circle Records)
- 1997 - The God Thing
- 1999 - Far Off Grace
- 2000 - Spirit of Live (Live)
- 2002 - Beyond Daylight
- 2006 - Christ 0
- 2010 - The Seraphic Clockwork
- 2011 - Live in Weiher Music Hall
- 2014 - Chronicles of the Immortals: Netherworld (Path One)
- 2015 - Chronicles of the Immortals: Netherworld (Path Two)
- 2017 - The Seraphic Live Works (Live)
- 2019 - The Epic Works 1991 − 2015 Set (Box mit 11 CDs)
- 2019 - The Ghost Xperiment – Awakening
- 2020 - The Ghost Xperiment – Illumination
- 2022 - Live & Immortal (Live)
- 2024 - The Empyrean Equation of the Long Lost Things

### EPs
- 1996 - AcCult

### Singles
- 1986 - Raining in My Heart (Eigenproduktion)
- 1992 - Fire (Eigenproduktion)
- 1996 - Des hauts, des bas (Frankreich)
- 1999 - Inside of Your Head (Frankreich)
- 2000 - I Don't Miss You

### Demos
- 1991 - Days of Thunder